# Familjen som statsmodell
Familjen som modell för organisering av staten är en teori inom politisk filosofi, som förklarar strukturen på vissa statsskick i termer av familjens struktur (deskriptivt) och/eller försöker berättiga vissa statsskick genom att åberopa familjens struktur (normativt). Många tänkare från antiken till modern tid har sett likheter mellan utformningen av familjen och staten. I synnerhet har monarkister hävdat att staten avspeglar den patriarkala familjen, med folket som lyder konungen på samma sätt som barn lyder sin fader.

## Antik filosofi
Teorin om familjen som statsmodell uttrycktes först under antiken, ofta som en form av berättigande för aristokratiskt styre.
Plutarchos nämner ett lakoniskt talesätt om dorerna, vilket tillskrivs Lykurgos. På frågan varför han inte etablerade en demokrati i Lakonien svarade Lykurgos: "Börja, vän, att inrätta den i din familj." Dorerna på Kreta och i Sparta tycktes spegla familjens institution i sin regeringsform.
Aristoteles beskriver ofta personliga och husliga relationer i termer av olika regeringsformer. Hans huvudsakliga uppfattning är att den antika grekiska statsstaten (polis) är människors naturliga ändamål; de börjar i familjegrupper, fortsätter till bildandet av byar och samlas slutligen i städer. Således utgör familjen roten till mänskliga relationer, medan staden är blomman.

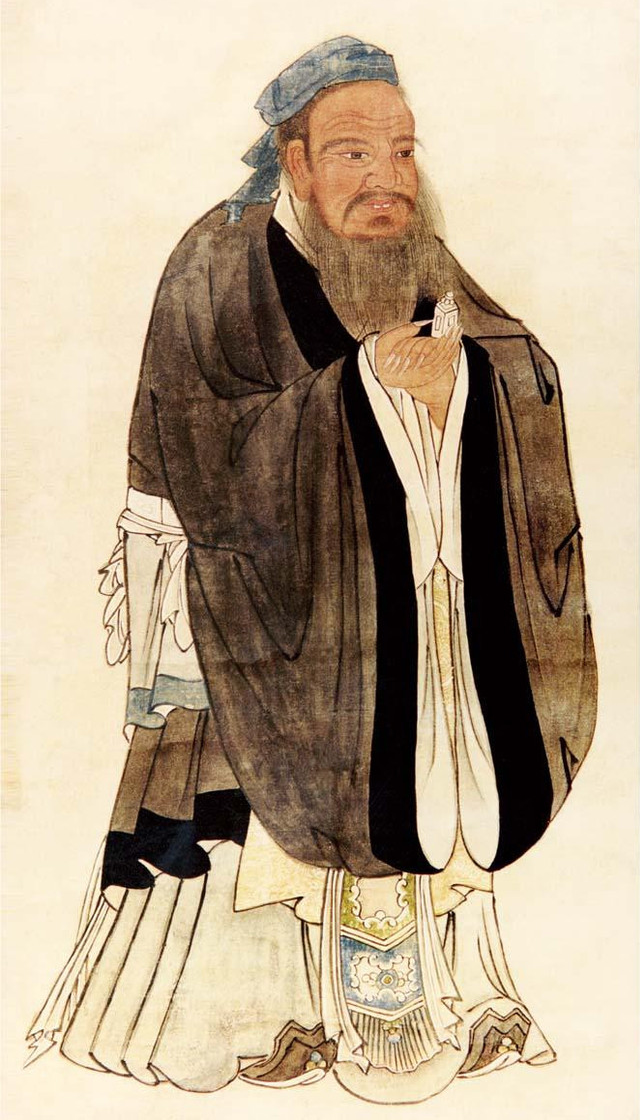
Konfucius (551–479 f.Kr.) förespråkade hierarkiska familjerelationer, vilka avspeglades i politiken.

Arius Didymus under första århundradet e.Kr. skriver: "En primär sorts förbindelse (politeia) är den juridiska föreningen mellan en man och en kvinna för att föda barn och för att dela liv." Från samlingen av hushåll bildas en by och från byar en stad. Vidare hävdar han: "Hemmet uppvisar ett mönster av monarki, aristokrati och demokrati. Föräldrars förhållande till barn är monarkiskt, mäns förhållande till hustrur aristokratiskt, barns förhållande till varandra demokratiskt."

## Konfuciansk filosofi
Konfucius ansåg att barnet bör vara underordnat föräldern, yngre broder till äldre, fru till make och undersåte till suveränen, vilken är att betrakta som nationens fader. Staten som familjen i större format var den mest harmoniska, ordnade och naturliga regeringsformen. Detta utökades senare till att omfatta internationella förbindelser, exempelvis att Kinas kejsare betraktades som den äldre brodern till den koreanska kungen.
Familjebegreppet är viktigt inom klassisk konfucianism. Sonlig och dotterlig vördnad gentemot föräldrarna ansågs vara en dygd. Förhållandet mellan denna idé och staten diskuteras ingående i verket Xiàojīng. I politiken innefattar denna dygd inte bara lojalitet från underordnade och medborgare, utan också en förväntan på att konungen skall förse sina undersåtar med "faderlig kärlek". Precis som folket förväntas agera med respekt för konungens lag, förväntas denne stifta dessa lagar av vänlighet mot folket.

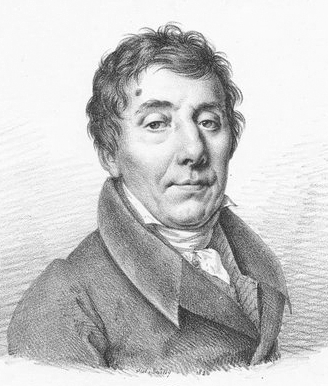
Louis de Bonald (1754–1840) uppfattade familjen som en stat i miniatyr.

## Konservativ filosofi
Louis de Bonald uppfattade familjen som en stat i miniatyr. I sin analys av familjerelationerna mellan fader, moder och barn relaterade han dessa till statens funktioner: fadern är makten, modern är ministern och barnet är undersåten. Eftersom fadern är ”aktiv och stark”, medan barnet är ”passivt eller svagt”, är modern ”medianbegreppet mellan de två ytterligheterna i detta sammanhängande förhållande”. Bonald motiverar sin analys genom att citera och tolka avsnitt från Bibeln. Han betraktar också skilsmässa som det första steget till oordning i staten (principen om mikrokosmos/makrokosmos) och hävdar att upplösning av familjen leder till upplösning av staten.
Erik von Kuehnelt-Leddihn drar en parallell mellan familjen och monarkin:
Tack vare sin inneboende patriarkalism passar monarkin organiskt in i det kristna samhällets kyrko- och familjemönster. (Jämför påven Leo XIII:s läror: "På samma sätt bevarar familjernas fäder uttryckligen en viss bild och form av den auktoritet som finns i Gud, från vilken allt faderskap i himlen och på jorden får sitt namn.") Förhållandet mellan konungen som "fosterlandets fader" och folket är ett av ömsesidig kärlek.